# 白木義春
白木 義春（しらき よしはる、1949年（昭和24年）4月1日 - ）は、日本の政治家、元岐阜県羽島市長（2期）。

## 来歴
岐阜県出身。岐阜県立岐山高等学校卒。羽島市議会議員となり、1999年、岐阜県議会議員に当選。1期務めた後、2004年の羽島市長選挙に立候補し、現職を破って当選した。2008年に無投票で再選。羽島市長を2期務めた。2012年に元羽島市職員松井聡に532票差で敗れて落選した。